# Andy Woerz

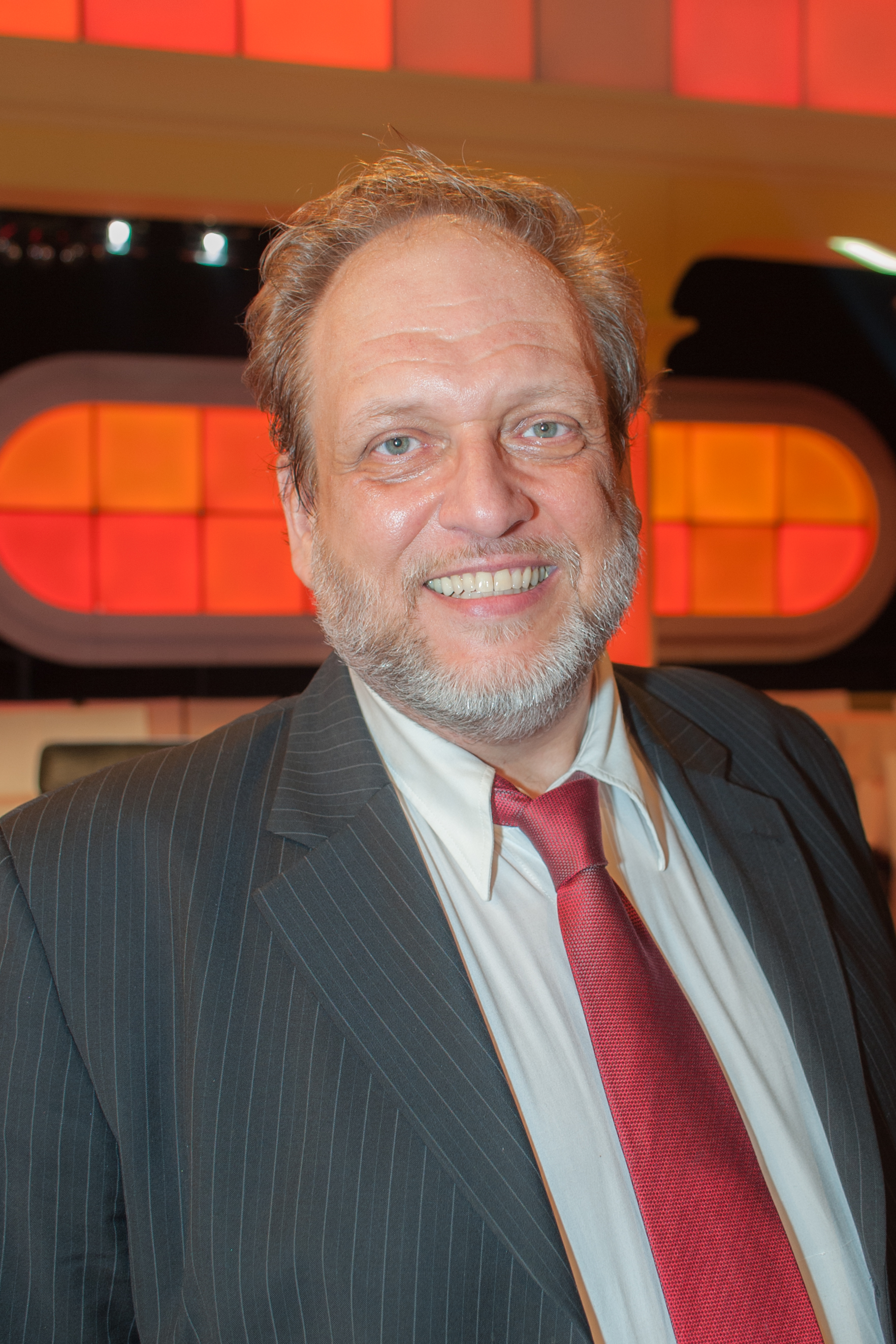
Andy Woerz 2016

Andy Woerz (* 18. Februar 1962 in Bochum) ist ein österreichischer Sprecher, Sänger und Schauspieler. Er lebt in Wien.

## Werdegang
Woerz war von 1982 bis 1987 Moderator des deutschsprachigen Urlaubssenders Radio Adria in Aquileia und von 1989 bis 1996 bei Radio Wien.
Als Schauspieler und Musicaldarsteller hatte er Theaterengagements in Wien, Rostock, Berlin und spielte in diversen TV-Produktionen, zum Beispiel bei der „Löwingerbühne“ (1988) mit Paul Löwinger und als Andreas „Burli“ Strahler in der Stegreifserie des ORF Die liebe Familie (1988–1990).
Woerz arbeitet seit 1990 auch als professioneller Sprecher in Österreich und Deutschland (Werbung, Synchron, …), u. a. als „Schani Strauß“ in Die Strauß-Dynastie von Marvin J. Chomsky und als „Ente Ferdinand“ in der österreichischen Version von Ein Schweinchen namens Babe. Er fungiert auch häufig als Erzählerstimme in diversen Formaten auf dem Privatsender ATV, etwa Dokus wie Das Geschäft mit der Liebe.
Von September 2000 bis Oktober 2009 war Woerz Mitglied der österreichischen A-cappella-Formation Die Echten und war mit Vienna Lusthouse (Ready 4 Radetzky) 16 Wochen in den österreichischen Charts (1989).
2005 erschien von ihm Das Nonsenswörterbuch mit einer umfangreichen Kalauersammlung und einer Österreichisch-Hochdeutsch-Übersetzungsfibel.
2013 war er im Rahmen der Hyundai Kabarett-Tage mit Das Comedymusikkabarettvorlesungserzählprogramm mit Ouvertüre im ORF zu sehen.